# Эверетт, Марк
Дэвид Марк Эверетт (англ. David Mark Everett; род. 2 сентября 1968, Milton, Флорида) — американский легкоатлет, специалист по бегу на средние дистанции. Выступал за сборную США по лёгкой атлетике в 1988—2000 годах, обладатель серебряной и бронзовой медалей чемпионата мира, двукратный чемпион мира в помещении, серебряный призёр Игр доброй воли, победитель Кубка мира, восьмикратный чемпион США в беге на 800 метров, участник трёх летних Олимпийских игр. Тренер по лёгкой атлетике.

## Биография
Марк Эверетт родился 2 сентября 1968 года в Милтоне, штат Флорида.
Занимался бегом во время учёбы во Флоридском университете, состоял в местной легкоатлетической команде «Флорида Гаторс», неоднократно принимал участие в различных студенческих соревнованиях, в том числе выигрывал чемпионат Национальной ассоциации студенческого спорта (NCAA) в беге на 800 метров.
В 1988 году в дисциплине 800 метров одержал победу на чемпионате США в Тампе и позади Джонни Грея стал серебряным призёром на национальном олимпийском отборочном турнире в Индианаполисе — тем самым удостоился права защищать честь страны на летних Олимпийских играх в Сеуле. На Играх, однако, не смог пройти дальше предварительного квалификационного забега.
В 1990 году победил на чемпионате США в Норуолке, выиграл серебряную медаль на домашних Играх доброй воли в Сиэтле, уступив здесь только соотечественнику Джорджу Кершу.
В 1991 году защитил звание национального чемпиона, успешно выступил на чемпионате мира в Токио, где взял бронзу в беге на 800 метров и помог своим соотечественникам стать серебряными призёрами в эстафете 4 × 400 метров (в эстафете бежал только на предварительном этапе).
Став вторым на национальном олимпийском турнире в Новом Орлеане, в 1992 году благополучно прошёл отбор на Олимпийские игры в Барселоне — стартовал в финале в качестве одного из фаворитов, но сошёл с дистанции, не показав никакого результата.
В 1993 году превзошёл всех соперников на чемпионате США в Юджине. На чемпионате мира в помещении в Торонто победил в эстафете 4 × 400 метров и в демонстрационной дисциплине 800 + 200 + 200 + 400 метров. На чемпионате мира в Штутгарте в беге на 800 метров дошёл до полуфинала.
В 1994 году на соревнованиях в Ноксвилле вновь стал чемпионом США. Был лучшим на Кубке мира в Лондоне.
На чемпионате США 1995 года в Сакраменто финишировал вторым. На чемпионате мира в Гётеборге занял в финале восьмое место.
В 1997 году победил на чемпионате США в Индианаполисе. На чемпионате мира в помещении в Париже не смог преодолеть предварительный квалификационный этап в дисциплине 800 метров, тогда как в эстафете 4 × 400 метров завоевал золото. На чемпионате мира в Афинах в финале 800-метровой дистанции пришёл к финишу восьмым.
В 1998 году занял первое место на чемпионате США в Новом Орлеане, был четвёртым на Играх доброй воли в Юниондейле, вторым на Кубке мира в Йоханнесбурге.
В 2000 году выиграл национальный олимпийский отборочный турнир в Сакраменто и уже в восьмой раз стал чемпионом США в беге на 800 метров. На Олимпийских играх в Сиднее с результатом 1:49.77 выбыл из борьбы за медали на предварительном квалификационном этапе и на этом завершил спортивную карьеру.
Впоследствии проявил себя на тренерском поприще, возглавлял легкоатлетическую команду Колледжа Бирмингем-Саутерн в Алабаме.